# Chysis
Chysis es un género que tiene asignada diez especies epifitas de orquídeas. Se encuentran desde México a Perú.
El género se abrevia CHi en revistas profesionales para el mercado de orquídeas.

## Descripción
El género se caracteriza por pseudobulbos alargados y pendulares con varios entrenudos,  que puede ser gruesos o delgados, dependiendo de la especie. Las hojas tienden a ser bastante suaves y de tacto de papel, fuertemente nervadas y largas.  Este género también tiende a ser parcialmente caducifolio, aunque a menudo son retenidas durante dos años.
Las inflorescencias tienen múltiples flores que surgen de la base de un pseudobulbo  nuevo. El color de las flores tiende a oscilar entre blanco (como en Chysis bractescens) a naranja-amarillo (como en Chysis aurea y Chysis laevis), y las polinias a menudo tienden a ser fundidas (de ahí el nombre Chysis del género que es el nombre  griego para la "fusión").
Son epífitas y crecen bajo la sombra y en condiciones de humedad hasta los 1000 metros de altitud. Las plantas deben ser cultivadas en condiciones intermedias, generalmente colgadas, debido a su hábito pendular, aunque algunas especies se adaptan bien a la maceta. Las plantas deben ser bien regadas y alimentadas  mientras se encuentren en crecimiento, aunque un poco menos cuando su crecimiento se ha completado. Nunca se debe permitir que se seque completamente, incluso durante el período de descanso.

## Taxonomía
El género fue descrito por John Lindley y publicado en Edwards's Botanical Register 23: t. 1937. 1837.

## Especies
- Chysis addita Dressler 2000
- Chysis aurea Lindl. 1837
- Chysis bractescens Lindl. 1840
- Chysis bruennowiana Rchb.f. & Warsz. 1857
- Chysis laevis Lindl. 1840
- Chysis limminghei Linden & Rchb.f. 1858
- Chysis orichalcea Dressler 2000
- Chysis pluricostata Dressler 2006
- Chysis tricostata Schltr. 1922
- Chysis violacea Dressler 2003